# いつものところ
いつものところは同人ゲームサークル。ゲームデザイナー／シナリオライターの柊★たくみ（ひいらぎ・ぼし・たくみ）とイラストレーターの宝城芯哉（ほうじょう・しんや）によるユニット。
2001年に『サユリの誤』を発表してからはテーブルゲームに力を入れるようになったが、2004年4月に発表した『D・クレイジー!』以降は再びアドベンチャーゲーム路線に戻している。

## パロディアドベンチャー『Kanoso』
1999年6月、『Kanon』のパロディとして発表した『Kanoso 〜思い出を壊す物語〜』は、原作を忠実にトレースしつつも、『北斗の拳』『グラップラー刃牙』などの少年漫画から『スペランカー』などのゲームまでを網羅したギャグや、原作と微妙に異なる性格設定と宝城の描く「毒目」キャラがマッチした登場人物、そして「マルチバッドエンド」などで、一躍人気サークルに躍り出た。
『Kanoso』が『Kanon』の二次創作に与えた影響は大きく、特に原作でも設定に謎の多い水瀬秋子に振られた「地上最強の生物」という称号や「ミズセ・アークデーモン」という読み仮名（本作及び『カノソ64』では、主人公以外の登場人物は、字面こそ原作と同じながら、読みを微妙に変えている）、本作中で倉田佐祐理（クラーク・サユリン）の笑い声として使われた「にやそ」、原作主人公のデフォルトネームをもじった「木目沢ネ右一」（あいざわ・ゆういち）などがある。
また、沢渡真琴（さわたし・まこと）の頭に生えている謎の魔界植物「ジョニー」（登場作品によりフルネームは全て異なる。『Kanoso』プレスCD版では『ジョニー・ザ・パックン』）は、渡辺製作所の『魔物ハンター舞』、TYPE-MOONと渡辺製作所が共同で制作した『MELTY BLOOD』、フランスパンの『どりるみるきーぱんち』などに客演している。

## オーガナイザーとして
同人ソフトのオーガナイザーとしての役割も果たしている。
2001年5月に同人ソフト初の体験版集『ふぁーすとふーど』を立ち上げ（同年10月発行の第2号まで担当）、『月華の鬼士』ではBGM担当として7つの同人音楽サークルに活動の場を提供している。
- 『ふぁーすとふーど』は2004年6月現在も発行が続けられているが、いつものところ自身は第2号以降制作に関わっていない。

## 作品一覧
- Kanoso〜思い出を壊す物語（カノソ - おもいでをこわすものがたり）

内容については前出項を参照されたい。フロッピィディスク版、CD-R版、プレスCD版があり、それぞれ内容に異同がある。
プレイ中はPC用18禁版『Kanon』のCDをドライブに挿入し、CD-DAをBGMとして使用する。
- カノソ64〜うぐぅ来訪者〜（カノソろくよん - うぐぅらいほうしゃ）

『Kanoso』のセルフパロディ的なアドベンチャー。ゲストイラストに南向春風。
「白目」世界からの来訪者、月宮あゆあゆ（つきみや・あゆあゆ）と「毒目」世界の天野美汐（あまのみ・しーた）が主人公。
- 20世紀カノソ（にじゅっせいきカノソ）

『Kanoso』のフロッピィディスク版、元ネタ辞典、イラスト集などを収録。
- W IMPACT（ダブルインパクト）
  - ONF〜闘う羅刹へ〜・雨の章（ワンフゥ - たたかうらさつへ - あめのしょう）

再び南向春風をゲストに迎えた『ONE』のパロディアドベンチャー。原作の長森瑞佳ルート及び里村茜ルートを元ネタとしている。「雨の章」という副題が示すように、当初は『ONE』の全キャラクターを網羅する予定だった。
『Kanoso』同様、『ONE』のCD-DA部をBGMとして使用する。
- - サユリの誤（さゆりのご）

いつものところ初のテーブルゲーム。必殺技が使えるリバーシ『偉誤』（いご）シリーズ第1弾。
- 月華の鬼士（げっかのきし）

偉誤シリーズ第2弾。ストーリーモードでは、『Kanoso』と『痕』のキャラクターが対戦。勝ち抜く事で『月姫』『歌月十夜』『MOON.』『月陽炎』『いただきじゃんがりあんちょこっとあどべんちゃー』のキャラクターが使用可能になる。
本作より、高野うぃが原画として参加。
同人ソフトとしては異例のインターネット対戦対応や、PIECE版も用意するなどの意欲作。
- 月歌の姫士（げっかのきし）

『月華の鬼士』の一人プレイ版。使えるキャラクターは『月姫』『歌月十夜』から。
- ゲッカノキシPL+US（げっかのきしぷらす）

『月華の鬼士』のアップグレードディスク。『月歌の姫士』のキャラクターや『月華の鬼士』の隠しキャラクターに加え、『秋桜の空に』『水夏』『蒼刻ノ夜想曲』のキャラクターも登場。
- Kanoso↑（かのそあっぱぁ）

『Kanoso』『カノソ64』のフルボイス版、『サユリの誤』（「W IMPACT」版とは内容が異なる）、『かのぽそ』（『Kanoso』キャラを使った落ち物パズル。サークル3LDK製の『おねかのえあぽん』の体験版）を1枚にまとめたグレードアップ版。
『カノソ64』オリジナル版のそれを拡充した専用のBGM用CDが添付されているが、『Kanoso』フルボイス版は『Kanon』のCD-DAをBGMとして使用できるようになっている。
- SERVEROCHI!!（さばおち）

『ラグナロクオンライン』を元ネタにした落ち物パズル。唯一の成人向け作品。1周目は高野うぃ原画、2周目は宝城芯哉原画。2周目こそがこのゲームの神髄である。
- D・クレイジー!（ディー クレイジー）

『D.C. 〜ダ・カーポ〜』のパロディアドベンチャー。
- 『闘心伝2〜桜の章〜』（とうしんでん ツー - さくらのしょう）

『ToHeart2』のパロディアドベンチャー。
- 『リトルバスターZOO!』

最新作。『リトルバスターズ!』のパロディアドベンチャー+麻雀。
- 『はぴれす！－炎のアンリ－』

『はぴねす!』のパロディアドベンチャー。
- 『闘心伝すばる』

『ToHeart2』のパロディアドベンチャー。
- 『リトルバスターZOO!-again-』

最新作。『リトルバスターズ!』のパロディアドベンチャー+麻雀。
この他、2003年に『ラグナロクオンライン』ネタのアクションパズル（名称なし）を無償体験版としてネット配布している。
『Kanoso』『カノソ64』フルボイス版、『ONF〜戦う羅刹へ〜』、『サユリの誤』、『月華の鬼士』、『月歌の姫士』、『SERVEROCHI!!』、『D・クレイジー!』については、フリーソフトとしてネットで配布していたが、トップページが無くなりミラーページでしかダウンロードできない。